# 重力と呼吸
『重力と呼吸』（じゅうりょくとこきゅう）は、日本のバンド・Mr.Childrenの19枚目のオリジナルアルバム。2018年10月3日にトイズファクトリーより発売された。

## 背景とリリース
通常盤のみの1形態で発売。シルバー3方背BOX仕様になっており、アートディレクターはAerosyn-Lex Mestrovic。期間限定でアルバム収録曲と「here comes my love」「Your Song」「Your Song (Ordinary Story)」「SINGLES」のミュージック・ビデオが視聴できる「プレイパス」が封入された。前作『REFLECTION』より3年4か月ぶりとなるオリジナルアルバムで、Mr.Childrenにとって平成最後のアルバムとなった。マスタリングはジョー・ラポータが担当。
本格的なアルバム制作は2017年9月の『Mr.Children DOME & STUDIUM TOUR 2017 Thanksgiving 25』のファイナル公演終了後に開始されたが、桜井による作曲作業はその前から断続的に行われており、バンドでの制作開始時にはほぼ収録曲のデモが完成していた。
桜井和寿は本作について「今までだったら、歌の物語であったり、リスナーの人のそれぞれの生活であったりを主役に置きながら見えてくる景色をイメージしてたけど、今回はそうじゃなくて、バンド、この4人が見えてくる音にしたいと思ってました」「ライブをすごいイメージして作ったアルバム」と語っている。その理由について、「生き様というものを表現する、そうできるバンドでありたいと思って」「25周年をやり終えて、つまりこれだけファンの人に感謝を告げた後に、スパッと『今の俺らはこういうものなんだよ』って意思表示をするということがファンにとってもMr.Childrenにとっても刺激的なことなんじゃないかって思う」と述べている。また、「音楽そのものの中にメッセージを込めてはいないけれど、（26年目を迎えて）今もなお叫びがある、そのこと自体がメッセージになり得るから。年齢も経験も重ねていくなかで、死というものをどこかで意識するようにもなった。だからこそ力強く生きる音に対するあこがれが強くなっている。」とも語っている。
2017年発表の「忙しい僕ら」に編曲兼キーボディストとして参加した世武裕子が「himawari」「here comes my love」を除いたすべての楽曲にキーボードとして参加している。また、世武はアルバム発売後に行われたツアー『Mr.Children Tour 2018-19 重力と呼吸』『Mr.Children Dome Tour 2019 Against All GRAVITY』にSUNNYとともにサポートキーボードとして参加した。
36thシングル『ヒカリノアトリエ』、37thシングル『himawari』のカップリング曲「忙しい僕ら」、2016年のツアーなどで披露されていた新曲「お伽話」「こころ」は未収録となっている。また、本アルバムは1993年リリースの3rdアルバム『Versus』以来25年ぶりに10曲収録となっており、収録時間が50分を下回ったのも同作品以来となっている。桜井は「濃いアルバムにしたかった」、「今回聴いてもらいたいサウンドっていうのはこういう方向だって示したかったから。あんな曲もこんな曲もできますっていうのではなくて」と述べている。
アルバムタイトルに漢字が使用されるのは5thアルバム『深海』以来で、当初は『Your Song』もタイトル候補だったという。桜井曰く「Mr.Children史上、一番ハードロック寄りになっているので、そういう意味での重力もある」、「このようなアルバムタイトルになったのは、欅坂46の楽曲『サイレントマジョリティー』のように相反するような言葉にしたかったから」とのこと。

### プロデュース
前作『REFLECTION』は、バンドのデビュー以来初となるメンバー単独によるセルフプロデュース作品が多数収録され、プロデューサー・小林武史との共同プロデュースによる楽曲は、全23曲中6曲（『{Drip}』は14曲中5曲）であったが、今作では完全なセルフプロデュースとなっている。なお、ミュージック・ディレクター兼クリエイティブ・ディレクターとしてケン・マスイが参加している。

### プロモーション
2018年8月2日に今作と歌詞集『Your Song』の発売、アリーナツアー『Mr.Children Tour 2018-19 重力と呼吸』の開催を発表。その後、発売日以外の情報を発表することなく、9月17日に公式サイト上で、数字 "10691059" が発表され、合わせてカウントダウンもスタート、9月20日に詳細を発表した。
アルバム発売日付近におけるテレビ出演が一切行われておらず、収録曲全曲がテレビで1度も披露されていない。
2019年1月25日にダウンロード配信がスタートし、台湾ではサブスクリプション配信がスタート。同年12月25日には国内でのサブスクリプション配信がスタートした。

## 評価

### 批評
ロッキング・オンの山崎洋一郎は、本作は「相当ロックだ」とした上で「今のMr.Childrenはこれまでのやり方のパターンから解放されて、自分たちの殻を破って新しい道を進んでいる。」と指摘し、それらが「曲からも、歌詞からも、サウンドからもはっきりと伝わってくる」とコメントした。また、Mr.Childrenは今作でこれまでやったことのないやり方で時代と向き合おうとしており、それらが「圧倒的なまでに成功している」と評価した。

### 受賞
| 年     | 音楽賞                         | 結果            |
| ------ | ------------------------------ | --------------- |
| 2019年 | 第33回日本ゴールドディスク大賞 | ベスト5アルバム |

## チャート成績
発売初週に約31.0万枚を売り上げ、2018年10月15日付オリコン週間アルバムランキングで初登場1位を獲得。また発売週からオリコン週間アルバムランキング、Billboard JAPAN週間アルバムランキングのそれぞれで3週連続首位を2018年度で唯一獲得した。連続首位はベスト・アルバムでは『Mr.Children 2005-2010 <macro>』が3週連続首位獲得以来6年5か月ぶりで、オリジナルアルバムでは、16thアルバム『SENSE』が2週連続首位獲得以来7年10か月ぶりとなる。また、オリジナルアルバムでの3週連続首位獲得は自身としては初。累計売上は44.6万枚（日本レコード協会からはダブル・プラチナ認定されている）。
2018年のオリコン年間ランキングで4位となり、オリジナルアルバムでは10thアルバム『IT'S A WONDERFUL WORLD』から9作連続の年間TOP10入りとなった。
2019年8月には、Billboard Japan Hot Albumsへのチャートイン週数が40週を突破した。

## 収録内容
| 全作詞・作曲: 桜井和寿、全編曲: Mr.Children。 |                                                                   |          |            |      |
| #                                             | タイトル                                                          | 作詞     | 作曲・編曲 | 時間 |
| 1.                                            | 「Your Song」                                                     | 桜井和寿 | 桜井和寿   | 5:13 |
| 2.                                            | 「海にて、心は裸になりたがる」                                    | 桜井和寿 | 桜井和寿   | 5:29 |
| 3.                                            | 「SINGLES」                                                       | 桜井和寿 | 桜井和寿   | 4:45 |
| 4.                                            | 「here comes my love」(オーケストラアレンジ: 桜井和寿 & 世武裕子) | 桜井和寿 | 桜井和寿   | 5:59 |
| 5.                                            | 「箱庭」(ブラスアレンジ: 山本拓夫 & 桜井和寿)                     | 桜井和寿 | 桜井和寿   | 3:16 |
| 6.                                            | 「addiction」                                                     | 桜井和寿 | 桜井和寿   | 4:28 |
| 7.                                            | 「day by day (愛犬クルの物語)」                                   | 桜井和寿 | 桜井和寿   | 3:14 |
| 8.                                            | 「秋がくれた切符」(オーケストラアレンジ: 桜井和寿 & 世武裕子)     | 桜井和寿 | 桜井和寿   | 3:30 |
| 9.                                            | 「himawari」(オーケストラアレンジ: 桜井和寿 & 弦一徹)             | 桜井和寿 | 桜井和寿   | 5:58 |
| 10.                                           | 「皮膚呼吸」(英詞: ケン・マスイ)                                  | 桜井和寿 | 桜井和寿   | 6:08 |
| 合計時間:                                     | 合計時間:                                                         | 48:06    |            |      |

## 楽曲解説
1. Your Song
  - 本作のリード曲で、情報解禁と同時にミュージック・ビデオ (Short ver.) が公開された[9]。メンバーがミュージック・ビデオに出演するのは2014年11月発売のシングル『足音 〜Be Strong』以来約4年ぶりとなる。また、本作発売日である10月3日にミュージック・ビデオのフルバージョンと、林遣都、村上穂乃佳らが出演したもう1種類のミュージックビデオ「Your Song (Original Story)」が公開された[25]。いずれも監督は林響太朗で[26][27]、武蔵野美術大学「ガレリア」などで撮影が行われた[28]。
  - 鈴木英哉のカウントから曲が始まる。冒頭の叫びは「喜びの叫び」だと桜井和寿は語っている[29]。
  - ロビー・ウィリアムズの「She's The One」からヒントを得て作られたという[29]。
  - ベスト・アルバム『Mr.Children 2015-2021 & NOW』にも収録された。
2. 海にて、心は裸になりたがる
  - Mr.Childrenには珍しいビートロック[30]。
  - 桜井はLINDBERGとBUMP OF CHICKENが合わさったような楽曲だと評している[31]。
3. SINGLES
  - テレビ朝日系ドラマ『ハゲタカ』主題歌[32]。
  - 桜井は「シナリオを読ませて頂いたときに感じたギラギラした何か、哀愁や孤独や激しさ、そういった強いエネルギーに巻き込まれながら、この曲を録音しました」とコメントしている[32]。
  - 本作発売日である10月3日にミュージック・ビデオ (Short ver.) が公開された。ミュージック・ビデオには井之脇海と阿部純子が出演している[25]。監督は林響太朗[26]。
  - タイアップの関係上、本楽曲の著作権はテレビ朝日ミュージックが保有している。
  - ベスト・アルバム『Mr.Children 2015-2021 & NOW』にも収録された。
4. here comes my love
  - 7th配信限定シングル。
5. 箱庭
  - 本作発売後に開催された『Mr.Children Tour 2018-19 重力と呼吸』『Mr.Children Dome Tour 2019 Against All GRAVITY』では披露されなかった。
6. addiction
  - ライブの中で刺激的な音楽を、ということを意識して書かれた曲[33]。
7. day by day (愛犬クルの物語)
  - クイーンの「I Was Born to Love You」を意識して作ったという[31]。
  - 『Mr.Children Tour 2018-19 重力と呼吸』『Mr.Children Dome Tour 2019 Against All GRAVITY』では、「箱庭」同様に披露されなかった曲である。なお、『Mr.Children Dome Tour 2019 Against All GRAVITY』において、END ROLLではこの曲が流れた。
8. 秋がくれた切符
  - 桜井が西野カナに楽曲提供するイメージで書かれた曲[34]。
9. himawari
  - 37thシングル。
  - 表記はないがアルバムバージョン[35]。ボーカル、一部ギターとキーボードの再録が行われ、ミックスとマスタリングも改めて行われている。
10. 皮膚呼吸
  - 2017年7月にNTTドコモ25周年キャンペーンのCMにおいて『未発表曲DEMO』として公開されていた楽曲[9]。
  - 無意識にやっていることが無駄なようで実は重要である、ということを書いた曲だと桜井はコメントしている[36]。
  - 桜井曰く、大サビの「歪むことない僕の淡く 蒼い 願い」はメンバーの田原健一のことを歌っているという[37]。
  - ベスト・アルバム『Mr.Children 2015-2021 & NOW』にも収録された。

## 参加ミュージシャン
- Mr.Children
  - 桜井和寿：Vocal, Guitar
  - 田原健一：Guitar
  - 中川敬輔：Bass
  - 鈴木英哉：Drums

| Your Song - 世武裕子：Keyboards 海にて、心は裸になりたがる - 世武裕子：Keyboards SINGLES - 世武裕子：Keyboards here comes my love - 森俊之：Piano - 室屋光一郎ストリングス：Strings - 室屋光一郎：Strings - 木ノ脇道元：Flute - ジョナサン・ハミル：Horn - 井上華：Horn - 奥村晶：Trumpet - 中川英二郎：Trombone - ボブ・ザング：Sax 箱庭 - 世武裕子：Keyboards - 山本拓夫：Sax - 竹野昌邦：B. Sax - 西村浩二：Trumpet - 村田陽一：Trombone - 山城純子：B. Trombone | addiction - 世武裕子：Keyboards day by day（愛犬クルの物語） - 世武裕子：Keyboards,Chorus 秋がくれた切符 - 世武裕子：Keyboards - 福士マリ子：Bassoon - 中秀仁：Clarinet himawari - SUNNY：Keyboards - 弦一徹ストリングス：Strings - 弦一徹：Strings 皮膚呼吸 - 世武裕子：Keyboards |

## ライブ映像作品
| 曲名                       | 作品名                                                   |                                                  |
| -------------------------- | -------------------------------------------------------- | ------------------------------------------------ |
| Your Song                  | Mr.Children Tour 2018-19 重力と呼吸                      |                                                  |
| Your Song                  | Mr.Children Dome Tour 2019 Against All GRAVITY           |                                                  |
| Your Song                  | Mr.Children 30th Anniversary Tour 半世紀へのエントランス |                                                  |
| Your Song                  | miss you LIVE                                            |                                                  |
| 海にて、心は裸になりたがる | Mr.Children Tour 2018-19 重力と呼吸                      |                                                  |
| 海にて、心は裸になりたがる | Mr.Children Dome Tour 2019 Against All GRAVITY           |                                                  |
| 海にて、心は裸になりたがる | Mr.Children 30th Anniversary Tour 半世紀へのエントランス |                                                  |
| SINGLES                    | Mr.Children Tour 2018-19 重力と呼吸                      |                                                  |
| SINGLES                    | Mr.Children Dome Tour 2019 Against All GRAVITY           |                                                  |
| here comes my love         | →「 here comes my love § ライブ映像作品 」を参照         | →「 here comes my love § ライブ映像作品 」を参照 |
| addiction                  | Mr.Children Tour 2018-19 重力と呼吸                      |                                                  |
| addiction                  | Mr.Children Dome Tour 2019 Against All GRAVITY           |                                                  |
| 秋がくれた切符             | Mr.Children Tour 2018-19 重力と呼吸                      |                                                  |
| himawari                   | →「 himawari#ライブ映像作品 」を参照                     | →「 himawari#ライブ映像作品 」を参照             |
| 皮膚呼吸                   | Mr.Children Tour 2018-19 重力と呼吸                      |                                                  |
| 皮膚呼吸                   | Mr.Children Dome Tour 2019 Against All GRAVITY           |                                                  |